# Анелизе Рорер
Анелизе Рорер (Волфсберг; 24. септембар 1944) је аустријска новинарка.

## Живот
Анелизе Рорер је одрасла као средње од три ћерке уз мајку, која је након Другог светског рата преузела продавницу намештаја у Клагенфурту. Оца није имала, јер је, након слома нацизма у Југославији 1944. године, породица остала без њега. Одрастала је у Корушкој. Након основне школе и гимназије, матурирала је 1963. године, а потом добила стипендију програма American Field Service и једну годину провела у Толиду, у савезној држави Охајо, Сједињене Америчке Државе.
По повратку у Аустрију уписала је Правни факултет Универзитета у Бечу, али се потом пребацила на студије историје, где је докторирала 1971. године и стекла титулу доктора филозофије. Након тога провела је три године као универзитетски асистент у Окланду, Нови Зеланд.
По повратку у Аустрију, 1974. године започиње рад у дневном листу Die Presse. Од 1987. године водила је редакцију за унутрашњу политику. Након неслагања са тадашњим главним уредником Андреасом Унтербергером 2001. године, премештена је у редакцију за спољну политику, којом је руководила до принудног пензионисања 2004. године.
Године 2005. објавила је књигу Charakterfehler: Die Österreicher und ihre Politiker („Грешке у карактеру: Аустријанци и њихови политичари“). Од 2006. до 2009. писала је за дневни лист Kurier, у којем је сваке среде коментарисала актуелна политичка дешавања. Од 2010. године поново редовно пише за Die Presse — најпре у блогу Rohrers Reality-Check (до марта 2016), а затим у рубрици Quergeschrieben.
Поред новинарског рада, предаје новинарство на Факултету примењених наука у Бечу и чланица је саветодавног одбора месечника Datum. Широј јавности постала је позната и кроз редовно учешће у дискусионим емисијама на аустријској телевизији и радију Ö1. Захваљујући деценијама дугом ангажману као критички оријентисана коментаторка домаће политике, често је описују као „велику даму“ аустријског политичког новинарства.
Анелизе Рорер је мајка редитељке Катарине Рорер и млађа сестра глумице Хане Рорер, која је преминула у фебруару 2022. године.

## Награде
- Награда Курт Форхофер (2003)
- Новинар/ка године – Награда за животно дело (2011)[6]
- Медијска лавица за животно дело (2012)[7]
- Новинарка године у категорији колумниста (2018, 2020. и 2022. године)[8][9][10]
- Награда Конкордија за животно дело (2024)[11]

## Публикације
- Ende des Gehorsams. ISBN 9783991000617.. Braumüller 2011. .
- Charakter Fehler. The Austrians and their politicians. ISBN 9783800070886.. Ueberreuter 2005. .
- 2018: The mother I wanted to be. The daughter that I am. ISBN 978-3-99100-255-0., together with Birgit Fenderl, Braumüller Verlag, Vienna 2018, .